# Raskovnik

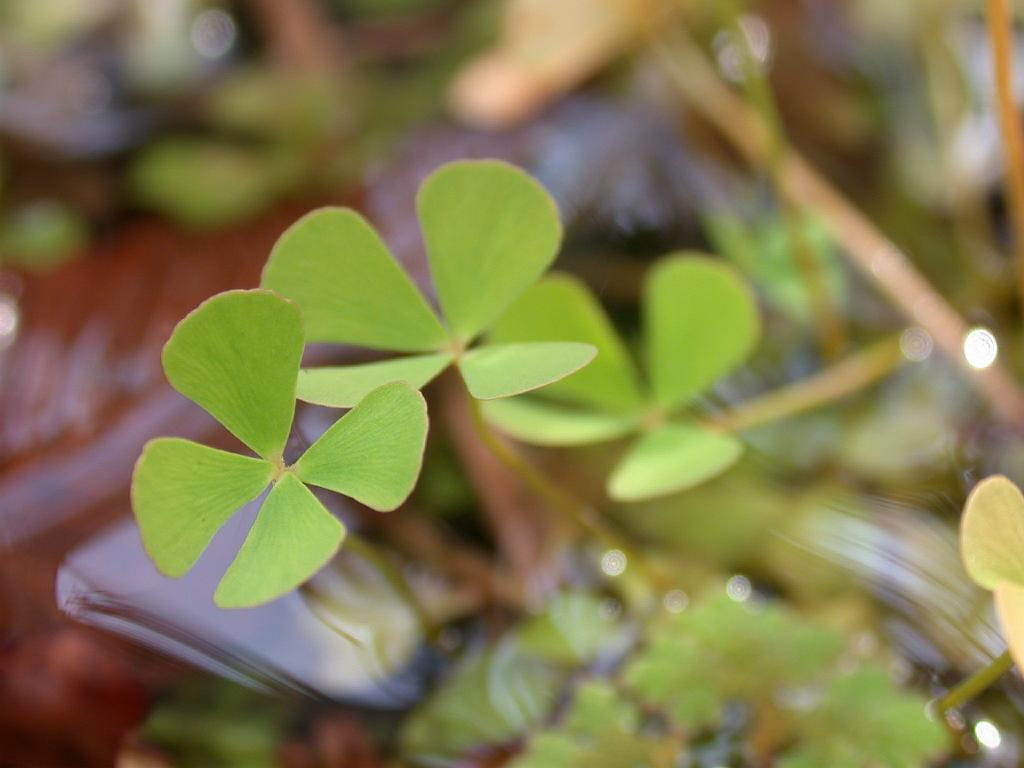
Razkovniche est le nom vernaculaire bulgare de la Marsilée à quatre feuilles.

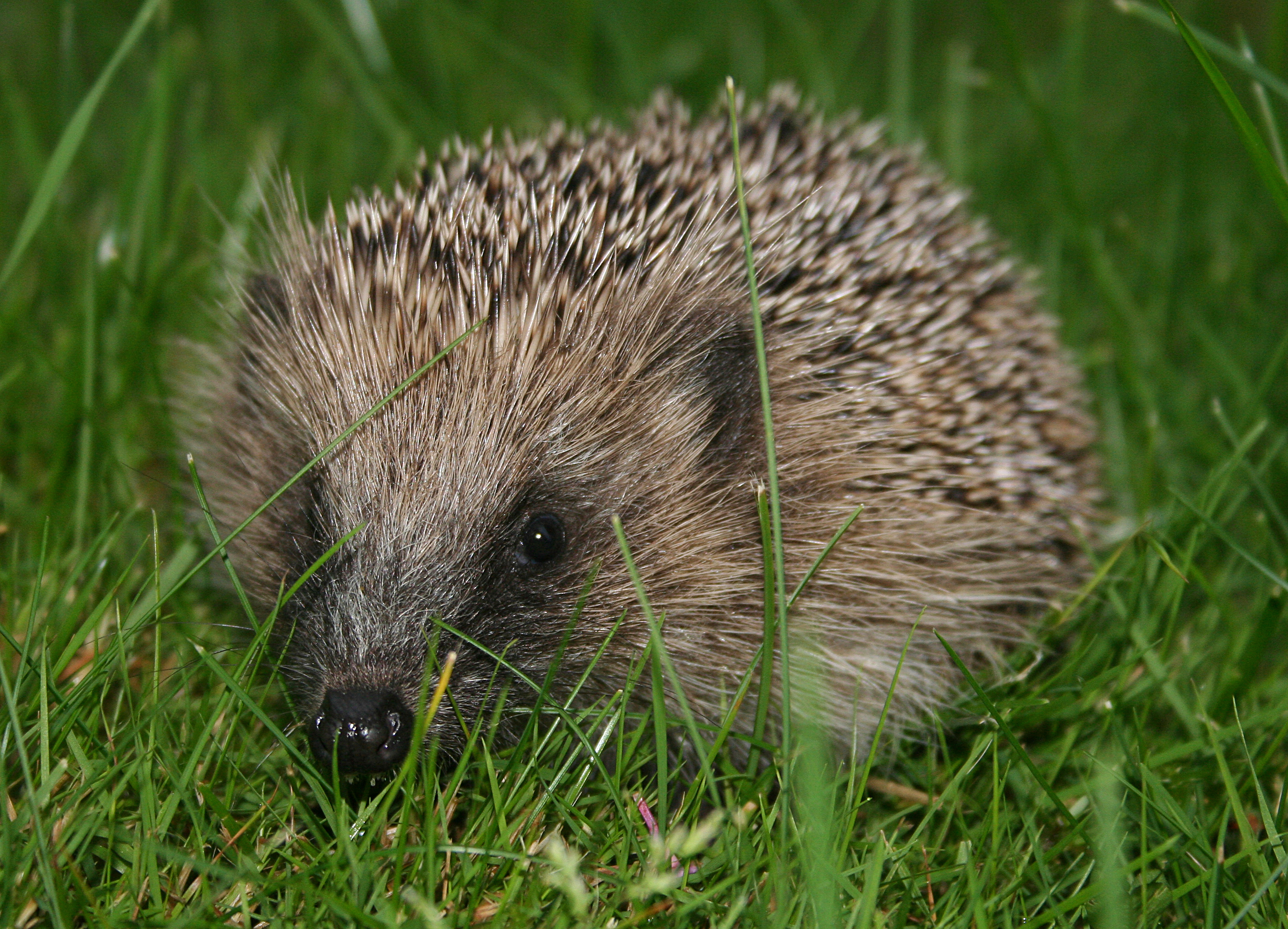
Dans certaines versions serbes, c'est le hérisson qui est capable d'identifier la raskovnik.

La raskovnik ou razkovniche (serbe cyrillique et macédonien : расковник ; bulgare : разковниче ; russe : разрыв-трава ; polonais : rozryw) est une herbe magique dans la mythologie slave. Selon la tradition, elle a la propriété magique d'ouvrir ou de découvrir tout ce qui était fermé ou caché et, très difficilement identifiable, elle ne peut être parfois reconnue que par certains animaux.

## Noms
Cette herbe est connue sous plusieurs noms parmi les Slaves du sud, et son appellation varie selon les régions. Désignée par les noms razkovniche et raskovnik en Serbie (raskov dans le dialecte de Leskovac) et Bulgarie, elle est parfois connue sous le nom de ež trava (« l'herbe du hérisson ») dans certaines parties de la Macédoine. Autour de Bar, dans le Monténégro, on emploie le terme de demir-bozan, qui vient du turc et qui signifie « casseur de fer ». En Syrmie, on se réfère à la špirgasta trava et en Slavonie on parle de zemaljski ključ, « clef de la terre » quand on évoque, en Slovénie, « la racine de l'arc-en-ciel », mavričin koren.

## Description et propriétés

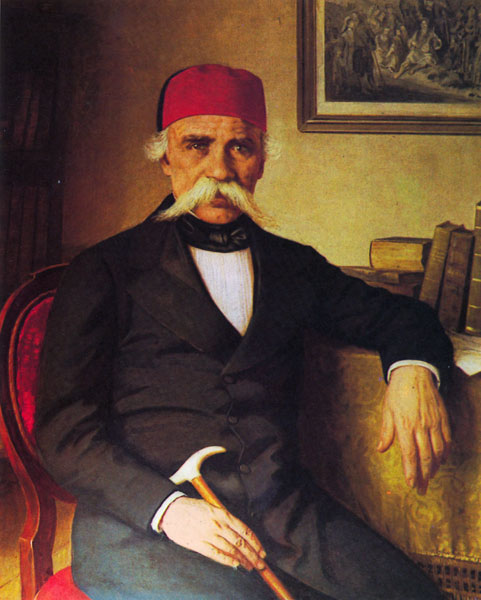
Vuk Stefanović Karadžić

Traditionnellement, il est admis que peu de personnes peuvent la reconnaître. En Bulgarie, elle est parfois décrite comme ressemblant au trèfle à quatre feuilles. Si elle n'est pas nécessairement rare ou poussant dans des endroits inaccessibles, elle n'est jamais identifiable par les non-initiés. Selon Vuk Stefanović Karadžić, linguiste et folkloriste serbe, c'est une herbe (peut-être imaginaire) qui doit être frottée contre toute serrure ou fermeture pour les ouvrir, quels que soient leurs tailles ou leurs matériaux.
La raskovnik peut aussi découvrir des trésors cachés dans le sol. Selon des croyances bulgares, elle peut fendre le sol à l'endroit où est caché un trésor. Dans certaines régions de Serbie, le trésor est un Arabe noir qui réclame que l'herbe lui soit apportée : l'herbe briserait ses chaînes et il disparaîtrait, remplacé par un chaudron rempli de pièces d'or.
On lui attribue aussi, en Bulgarie, le pouvoir de transformer le fer en or, de rendre heureux ou riche celui qui la trouve, ou de réaliser tous ses rêves.

## Obtention

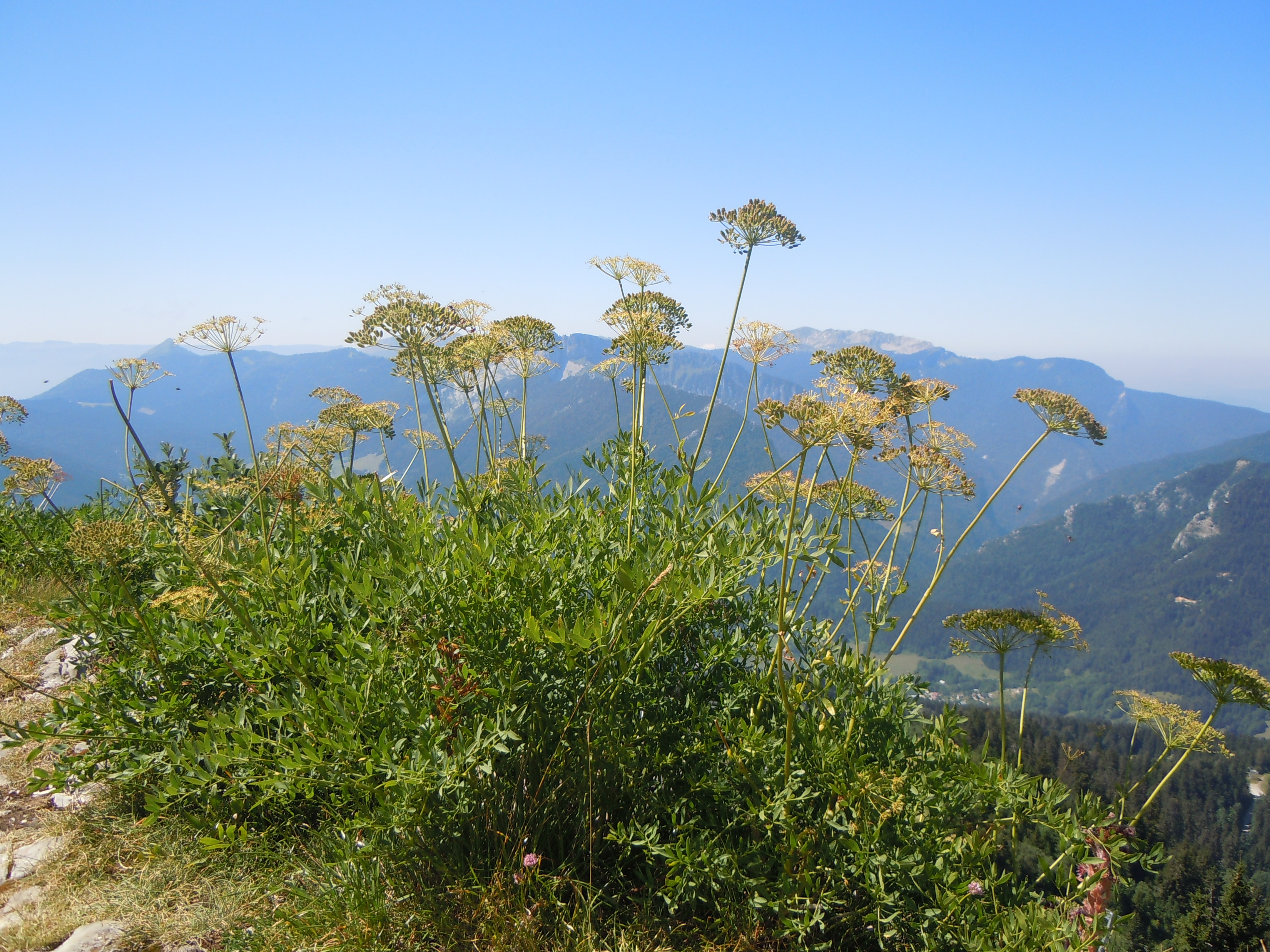
Raskovnik est le nom vernaculaire serbe du sermontain.

Selon la tradition bulgare, les tortues sont les seuls êtres vivants à connaître l'apparence et l'emplacement de la rakovnik. Il faut donc les tromper pour la découvrir : quand une tortue sort du nid où elle a pondu ses œufs, il faut l'entourer d'une barrière alors qu'elle est au loin ; quand elle reviendra et verra qu'elle ne peut plus accéder à son nid, elle ira chercher une raskovnik pour briser la clôture. En Dalmatie, la légende se réfère plutôt aux serpents et en Serbie, certaines légendes évoquent l'enfermement de jeunes hérissons, et qu'il faut être rapide avant que le hérisson n'avale la rakovnik après la libération de ses petits. Dans tous les cas, serpents, hérissons et tortues sont associés au monde souterrain dans la mythologie slave.
Vuk Stefanović Karadžić évoque aussi une version collectée à Zemun où un marchand qui désire se procurer l'herbe demande à une vieille femme de marcher toute la nuit dans un champ avec des entraves en fer : là où les entraves s'ouvriraient pousserait de la raskovnik.

## Usage métaphorique
L'herbe légendaire est entrée dans le vocabulaire bulgare moderne et signifie clef magique, panacée : да намериш разковничето (da namerish razkovnicheto), trouver la rakovnik : trouver la solution à un problème complexe. Razkovniche est aussi le nom vernaculaire de la Marsilée à quatre feuilles (Marsilea quadrifolia).
Dans la Serbie de l'est, c'est aussi le nom vernaculaire d'une plante employée en médecine, la Laserpitium siler. 

## Source de la traduction
- (en) Cet article est partiellement ou en totalité issu de l’article de Wikipédia en anglais intitulé « Raskovnik » (voir la liste des auteurs).